# Szíjács

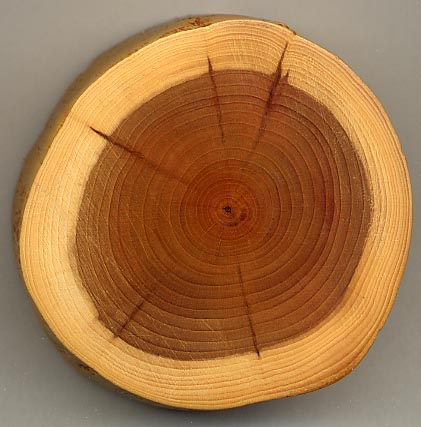
Tiszafa törzsének metszete, a világos színű rész a szíjács, a sötét a geszt

A szíjács (latinul alburnum) a fatest (xylem) külső, kambium felőli része. Az alatta elhelyezkedő geszttel ellentétben, amely a fa elhalt sejtjeiből áll, a szíjács a fatest élő része, amelynek elsődleges feladata a nedvek szállítása a gyökerektől a lombokig.
A szíjács általában világosabb, mint a geszt, legtöbbször az évgyűrű vonalát követi. A szíjács–geszt határ lehet éles, mint a tölgyek, akác, vörösfenyő esetében, vagy fokozatos, mint a dió, kőris, fűzfa esetében.
A fa szíjácsa a legtöbb esetben kevésbé tartós, a felhasználás szempontjából kevésbé értékes, mint a geszt.
Egyes fák, például a gesztenye vagy az eperfa szíjácsa általában vékony, míg másoké, például a juharé vagy a hikorié általában vastag.